# Irina Nikultschina
Irina Nikultschina (bulgarisch Ирина Костадинова Никулчина; * 8. Dezember 1974 in Razlog) ist eine ehemalige bulgarische Biathletin und Skilangläuferin.

## Werdegang
Nikultschina belegte als Skilangläuferin bei den Nordischen Skiweltmeisterschaften 1993 in Falun den 59. Platz über 5 km klassisch, den 57. Rang über 15 km klassisch und den 49. Platz in der Verfolgung und bei den Nordischen Junioren-Skiweltmeisterschaften 1993 in Harrachov den 73. Platz über 5 km klassisch und den 27. Rang über 15 km Freistil. Im folgenden Jahr errang sie bei den Nordischen Junioren-Skiweltmeisterschaften in Breitenwang den 44. Platz über 15 km Freistil und den 25. Platz über 5 km klassisch. Ihre beste Platzierung bei den Olympischen Winterspielen 1994 in Lillehammer war der 43. Platz in der Verfolgung. Bei der Winter-Universiade 1995 in Candanchú lief sie auf den 20. Platz über 10 km klassisch und auf den zehnten Rang über 15 km Freistil und bei der Winter-Universiade 1997 in Muju auf den 18. Platz über 10 km klassisch, auf den sechsten Rang in der Doppelverfolgung und auf den fünften Platz über 15 km Freistil. Ihre letzten internationalen Rennen im Skilanglauf absolvierte sie bei den Olympischen Winterspielen 1998 in Nagano. Ihr bestes Ergebnis dort war der 28. Platz über 30 km Freistil.
Im Biathlon startete Nikultschina erstmals zu Beginn der Saison 1998/99 in Hochfilzen im Weltcup und belegte dabei den 76. Platz im Sprint. Bei den Biathlon-Weltmeisterschaften 1999 in Kontiolahti holte sie mit Platz 24 in der Verfolgung und Rang 22 im Sprint ihre ersten Weltcuppunkte. Zudem wurde sie dort Neunte mit der Staffel. In der Saison 1999/2000 kam sie achtmal unter die ersten Zehn und erreichte mit dem 14. Platz im Gesamtweltcup ihr bestes Gesamtergebnis. Dabei wurde sie in Pokljuka jeweils Dritte im Sprint und mit der Staffel. Ihre beste Platzierung beim Saisonhöhepunkt, den Biathlon-Weltmeisterschaften 2000 in Oslo, war der sechste Platz im Massenstart und mit der Staffel. In der folgenden Saison kam sie bei 20 Weltcupstarts, sechsmal in die Punkteränge und errang damit den 42. Platz im Gesamtweltcup. Ihre besten Platzierungen bei den Biathlon-Weltmeisterschaften 2001 in Pokljuka waren der 43. Platz im Sprint und der sechste Rang mit der Staffel. Nach Platz drei mit der Staffel in Hochfilzen zu Beginn der Saison 2001/02, errang sie in Ruhpolding den dritten Platz im Sprint und holte bei den Olympischen Winterspielen 2002 in Salt Lake City, nach Platz 11 im Sprint,  die Bronzemedaille in der Verfolgung. Zudem wurde sie dort zusammen mit Pawlina Filipowa, Iwa Karagjosowa und Ekaterina Dafowska Vierte in der Staffel. Zum Saisonende kam sie bei den Biathlon-Weltmeisterschaften 2002 in Oslo auf den 26. Platz im Massenstart und den 18. Platz im Gesamtweltcup. In den folgenden Jahren erreichte sie im Weltcup meist Platzierungen im Mittelfeld. In der Saison 2003/04 errang sie nochmals sechs Top-Zehn-Platzierungen und den 21. Platz im Gesamtweltcup. Bei den Biathlon-Weltmeisterschaften 2004 in Oberhof wurde sie Neunte in der Verfolgung und jeweils Sechste im Sprint und mit der Staffel. Im Februar 2006 belegte sie bei den Olympischen Winterspielen in Turin den 36. Platz im Sprint, den 30. Rang in der Verfolgung und den 28. Platz im Einzel. Zudem wurde sie dort Achte zusammen mit Pawlina Filipowa, Radka Popowa und Ekaterina Dafowska in der Staffel. Bei den Biathlon-Europameisterschaften 2006 in Langdorf gewann sie Silber mit der Staffel und bei den Biathlon-Europameisterschaften 2007 in Bansko Bronze in der Verfolgung. Ihr letztes Weltcuprennen absolvierte sie im März 2007 in Chanty-Mansijsk, welches sie auf dem 39. Platz in der Verfolgung beendete.

## Biathlon-Weltcup-Platzierungen
Die Tabelle zeigt alle Platzierungen (je nach Austragungsjahr einschließlich Olympische Spiele und Weltmeisterschaften).
- 1.–3. Platz: Anzahl der Podiumsplatzierungen
- Top 10: Anzahl der Platzierungen unter den ersten zehn (einschließlich Podium)
- Punkteränge: Anzahl der Platzierungen innerhalb der Punkteränge (einschließlich Podium und Top 10)
- Starts: Anzahl gelaufener Rennen in der jeweiligen Disziplin

| Platzierung | Einzel | Sprint | Verfolgung | Massenstart | Staffel | Gesamt |
| ----------- | ------ | ------ | ---------- | ----------- | ------- | ------ |
| 1. Platz    |        |        |            |             |         |        |
| 2. Platz    |        |        |            |             |         |        |
| 3. Platz    |        | 2      | 1          |             | 2       | 5      |
| Top 10      | 1      | 11     | 6          | 3           | 32      | 53     |
| Punkteränge | 6      | 39     | 29         | 12          | 38      | 124    |
| Starts      | 24     | 67     | 47         | 12          | 39      | 189    |